# Bumetopia panayensis
Bumetopia panayensis là một loài bọ cánh cứng trong họ Cerambycidae.